# Джон Пірпонт Морган
Джон Пірпонт Морган I (англ. John Pierpont Morgan I; 17 квітня 1837, Гартфорд, шт. Коннектикут, США — 31 березня 1913, Рим) — американський підприємець, банкір та фінансист.

## Біографія та бізнес
Народився в сім'ї Дж. С. Моргана, засновника банкірського дому «J.P. Morgan & Co.» в Лондоні. Отримав освіту в Геттінгенському університеті.
З 1857 по 1861 роки Морган служив у банку «Данкан, Шерман & Кº» (Нью-Йорк). 1861 року одружився з Амелією Старджесс (1835—1862). Овдовівши, Морган вступив у 1865 році в другий шлюб з Френсіс Луїз Трейсі (1842—1924), яка народила 4 дітей: Луїзу Пірпонт Морган (1866—1946), Джека Пірпонта Моргана (1867—1943), Джульєтт Морган (1870—1952) і Енн Морган (1873—1952).
Після роботи в різних фірмах у 1871 році Морган став партнером у компанії «Дрексел, Морган & Кº» (спільно з Ентоні Дрекселом). Після смерті партнера в 1893 році фірма була перетворена на банкірський дім «Дж. П. Морган & Кº» (Нью-Йорк). У союзі із залежними від нього банками в Філадельфії, Парижі і Лондоні дім на той час являв собою одну з найбільших фінансових компаній у світі.
Банк Моргана контролював будівництво залізниць, брав участь у створенні сталеливарної компанії «Ю. Эс. Стіл корпорейшн», електротехнічної фірми «Дженерал Електрик», фінансував пасажирські перевезення в Атлантиці.
У 1907 році Морган попередив велику банківську кризу, зібрав пул приватних інвесторів для ліквідації банківської паніки.

## Морган і Громадянська війна в Америці (1861—1865)

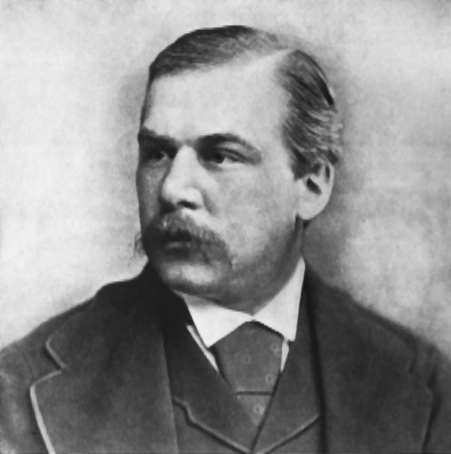
Джон Морган в молоді роки

Під час Громадянської війни в США (1861—1865 рр.) молодий (24 роки) Морган спекулював зброєю.
Останню справу про спекуляції зброєю розслідувала комісія Конгресу, та Морган уникнув відповідальності, використавши зв'язки в уряді та зробивши внесок у 300 доларів офіційних відступних.